# Фабишевский, Ежи
Ежи Фабишевский (пол. Jerzy Kazimierz Fabiszewski, 7 октября 1936 года, Тосе, Польша — 3 февраля 2024 года) — польский учёный-ботаник, специализировался в области лихенологии и экологии. Академик Польской академии наук (2007, член-корреспондент с 1994 года). Педагог высшей школы, профессор факультета биологических и сельскохозяйственных наук Вроцлавского университета наук об окружающей среде и жизни.

## Биография
Родился 7 октября 1936 года в городе Тосе, Соколувский повят, Мазовецкое воеводство, Польша.
Окончил факультет естественных наук Вроцлавского университета. Докторскую степень он получил в 1965 году в том же университете, защитив диссертацию на тему «Porosty Śnieżnika i Gór Bialskich — studium florystyczno-ekologiczne» (флористическое и экологическое исследование лишайников горы Кралицки-Снежник и Бяльских гор), выполненную под научным руководством профессора Станислава Толпа. В 1975 году получил степень доктора наук в Институте прикладной биологии Сельскохозяйственного университета во Вроцлаве. В 1982 году занял должность доцента, с 1988 года — профессор. В 1990—1992 годах занимал должность проректора университета и в течение многих лет был заведующим кафедрой ботаники и экологии растений.
Вёл научные исследования по ряду направлений: экология торфяных болот Польши и Канады, флора и растительность центрально-европейской горной системы Судеты.. Изучал экологию растений — как споровых, так и высших, интересовался сукцессией растений на предгорьях ледников, а также так называемой экологией загрязнения вокруг медеплавильных заводов. Использовал результаты изучения лишайников и высших растений в больших масштабах для биоиндикации тяжёлых металлов и серного загрязнения в Судетах, обнаружили популяции растений, устойчивые к тяжёлым металлам в Татрах и Судетах. Проводил длительные научные стажировки в Канаде, США и Японии, участвовал в двух полярных экспедициях (Шпицберген в 1974 году, Антарктида в 1988 году).
Читал лекции в заграничных университетах, в частности, в Университете Лаваля, в Университете штата Огайо и в Техническом университете Берлина.
В 2007 году был избран действительным членом Польской академии наук. Занимал пост президента Польского ботанического общества, был членом и председателем многочисленных советов, обществ и научных комиссий, а также главным редактором «Acta Societatis Botanicorum Poloniae». За свои научные достижения он был неоднократно награжден, в 2006 году ему была присвоена почётная докторская степень наук об окружающей среде и жизни Вроцлавского университета.
Автор и соавтор более 100 научных трудов в области ботаники и экологии, в том числе атласа Растения Судет (3-е изд., 1992). 
Умер 3 февраля 2024 года, церемония прощания прошла 17 февраля во Вроцлаве, отпевание в церкви святой Августина, похоронен на кладбище Святого Семейства.

## Награды
- Рыцарский крест ордена Возрождения Польши (1994);
- Золотой крест Заслуги (1990);
- Медаль Национальной комиссии по образованию (2005 г.);
- Золотая медаль «За заслуги в охране окружающей среды» (1989);
- Медаль Строителя Легницко-Глогувского медеплавильного округа (1988);
- Медаль «За заслуги перед Университетом наук об окружающей среде и жизни во Вроцлаве» (2007);
- почетная докторская степень Университета наук об окружающей среде и жизни во Вроцлаве (2006).